# (5828) 1991 AM
Az (5828) 1991 AM egy földközeli kisbolygó. Spacewatch fedezte fel 1991. január 14-én.